# (15577) Gywilliams
(15577) Gywilliams (2000 GN68) – planetoida z pasa głównego asteroid okrążająca Słońce w ciągu 3,3 lat w średniej odległości 2,22 j.a. Odkryta 5 kwietnia 2000 roku.